# Acantholycosa altaiensis
Acantholycosa altaiensis är en spindelart som beskrevs av Marusik, Azarkina och Koponen 2004. Acantholycosa altaiensis ingår i släktet Acantholycosa och familjen vargspindlar. Inga underarter finns listade i Catalogue of Life.